# Olympische Sommerspiele 2004/Teilnehmer (Vereinigte Arabische Emirate)
| Gelbes Symbol für Goldmedaillen mit stilisierten Olympischen Ringen | Graues Symbol für Silbermedaillen mit stilisierten Olympischen Ringen | Braundes Symbol für Bronzemedaillen mit stilisierten Olympischen Ringen |
| ------------------------------------------------------------------- | --------------------------------------------------------------------- | ----------------------------------------------------------------------- |
| 1                                                                   | —                                                                     | —                                                                       |

Die Vereinigten Arabischen Emirate nahmen an den Olympischen Sommerspielen 2004 in Athen, Griechenland, mit einer Delegation von vier Sportlern (vier Männer) teil.

## Medaillengewinner
Mit einer gewonnenen Goldmedaille belegte das Team Platz 54 im Medaillenspiegel.

### Gold
| Name            | Sportart | Wettkampf   |
| --------------- | -------- | ----------- |
| Ahmed Al Maktum | Schießen | Doppel-Trap |

## Teilnehmer nach Sportarten

### Leichtathletik
- Ali Mohammed Ali Al Balooshi
800 Meter Männer: Vorläufe

### Schießen
- Ahmed Al Maktum
Trap Männer: 4. Platz
Doppel-Trap Männer:  Gold

- Saeed al-Maktoum
Skeet Männer: 37. Platz

### Schwimmen
- Obaid Ahmed Obaid Al Jassimi
100 Meter Freistil Männer: Vorläufe